# Ussatova Balka
Ussatova Balka - Усатова Балка (rus) - és un khútor del krai de Krasnodar, a Rússia. Es troba a la vora d'un petit llac a la plana que hi ha entre el Caucas occidental i la costa de la mar Negra. És a 9 km al sud-est d'Anapa i a 123 km a l'oest de Krasnodar.
Pertany a l'stanitsa d'Anàpskaia.